# Stomatochaeta steyermarkii
Stomatochaeta steyermarkii là một loài thực vật có hoa trong họ Cúc. Loài này được Aristeg. miêu tả khoa học đầu tiên năm 1968.